# Olimpíada Brasileira de Matemática das Escolas Públicas

Logo Oficial da OBMEP.

A Olimpíada Brasileira de Matemática das Escolas Públicas (OBMEP) é um projeto nacional realizado anualmente desde o ano de 2005, originalmente dirigido às escolas públicas, mas as privadas podem participar também. É uma realização do Instituto de Matemática Pura e Aplicada (IMPA), com apoio da Sociedade Brasileira de Matemática (SBM) e recursos dos ministérios da Ciência, Tecnologia, Inovações e Comunicações e Educação. A iniciativa visa estimular o estudo da matemática, identificar talentos na área e também promover a inclusão social através da difusão do conhecimento.
A competição possui duas fases. Na primeira fase, os alunos de cada escola competem entre si em uma prova de múltipla escolha com 20 questões. Os 5% de estudantes com as maiores notas em cada nível, dentro de sua escola, se classificam para a segunda fase. Esta, por sua vez, consiste em uma prova discursiva com 6 questões e até 4 itens cada, onde os classificados competem em âmbito nacional.
A olimpíada é dividida em 3 níveis:
- Nível 1: 6° e 7° ano;
- Nível 2: 8° e 9° ano;
- Nível 3: Ensino Médio.[8]

A OBMEP premia com medalhas de ouro, prata, bronze e menção honrosa os alunos com melhor desempenho na competição, sendo que há medalhas a nível nacional e a nível regional. Professores, escolas e Secretarias Municipais de Educação também recebem prêmios.
Os 300 alunos com melhor desempenho na 2° fase, em cada nível, recebem vaga direta para a Olímpiada Brasileira de Matemática (OBM) do ano seguinte, totalizando 900 vagas ou mais, já que empates são considerados.

## História

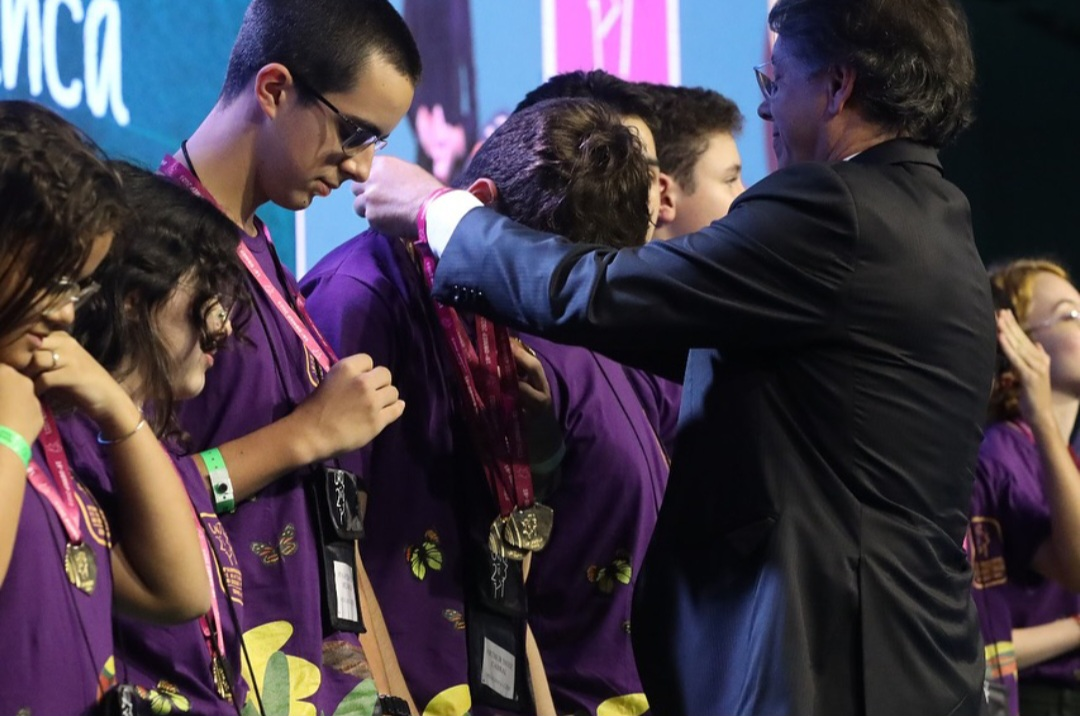
Medalhistas de Ouro da 18ª Edição da OBMEP recebendo suas medalhas na Cerimônia Nacional, em 2024.

A primeira edição foi realizada em 2005, inicialmente direcionada a alunos de escolas públicas que cursassem do 6º ano do Ensino Fundamental ao último ano do Ensino Médio. O primeiro evento contou com a participação de 10,5 milhões de alunos de cerca de 31 mil escolas públicas, situadas em 93,5% dos municípios brasileiros. A segunda fase foi realizada por 457,7 mil estudantes de 29.074 mil instituições de ensino espalhadas por 91,9% municípios do país.
No ano de 2017, as escolas privadas também passaram a integrar a competição.
Em 2018, foi criado o nível A, uma modalidade autônoma, direcionada a alunos do 4º e 5º ano do ensino fundamental. Todavia, em 2022, a modalidade foi substituída pela OBMEP Mirim, que abrange alunos do 2º ao 5º ano do ensino fundamental.
Atualmente, a OBMEP é considerada a maior olimpíada científica do país e do mundo, contando com a participação de 18,5 milhões de estudantes e 5.564 cidades em 56.513 instituições públicas e privadas em 2024, totalizando um alcance a 99,9% dos municípios brasileiros.

## Premiação
A OBMEP premia alunos, professores, escolas e Secretarias Municipais de Educação pelos melhores desempenhos na competição.
A premiação dos alunos é distribuída separadamente entre as escolas públicas e as escolas privadas, totalizando 650 medalhas de ouro, 1.950 medalhas de prata, 5.850 medalhas de bronze e até 51.000 menções honrosas.  A entrega das medalhas é realizada no ano subsequente à realização da edição da OBMEP.

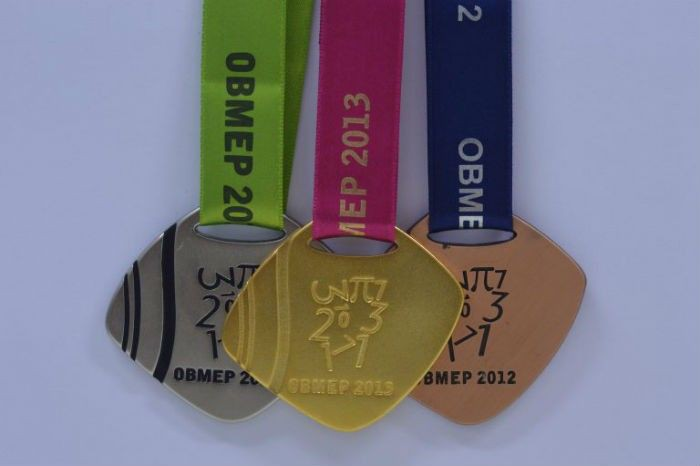
Medalhas de Ouro, Prata e Bronze das Edições de 2012 e 2013 da OBMEP.

São concedidas aos alunos das escolas públicas 6.500 medalhas (500 ouros, 1.500 pratas e 4.500 bronzes) e até 45 mil certificados de menção honrosa.
Aos medalhistas matriculados em instituições públicas no ano subsequente à conquista do prêmio é oferecida a oportunidade de participar do Programa de Iniciação Científica Jr. (PIC Jr – OBMEP). A participação no PIC inclui o recebimento de uma bolsa de Iniciação Científica Jr do Conselho Nacional de Desenvolvimento Científico e Tecnológico (CNPq) promove e incentiva o desenvolvimento acadêmico dos participantes.
Aos alunos das escolas privadas, são concedidas 1.950 medalhas (150 ouros, 450 pratas e 1.350 bronzes) e até 6 mil certificados de menção honrosa. Aos medalhistas que estão cursando o Ensino Fundamental ou Médio é oferecida a oportunidade de participar do Programa de Iniciação Científica Júnior (PIC Jr - OBMEP) como ouvintes.
Também são distribuídas ao menos outras 20,5 mil medalhas para os estudantes mais bem colocados de cada estado.
Além de premiar alunos, cerca de 950 professores premiados vão ganhar, além do diploma e do livro de apoio, uma medalha de ouro especial, por serem fundamentais para a formação de seus alunos. Além disso, os professores irão concorrer a oito viagens: seis para a Cerimônia Nacional e duas para o Encontro do Hotel de Hilbert. 

## Cerimônias Nacionais
A OBMEP realiza cerimônias nacionais a cada ano para premiar os medalhistas de ouro.
Em 2023, a Olimpíada Brasileira de Matemática das Escolas Públicas (OBMEP) realizou a maior premiação de sua história, reunindo mais de 1.000 medalhistas de ouro das 16ª e 17ª edições em Florianópolis, Santa Catarina. O evento celebrou os vencedores de duas edições da competição, realizadas durante a pandemia de Covid-19, e homenageou o presidente Luiz Inácio Lula da Silva, que estava à frente do governo quando a OBMEP foi criada, em 2005.

## Estudos
Estudos independentes comprovam um efetivo impacto da OBMEP nos resultados de matemática no país.
Escolas que participam ativamente da competição acadêmica apresentam acentuada melhora no desempenho. Trazendo 3 dias de evento aos medalhistas de seus alunos na Prova Brasil: a evolução é da ordem de 26 pontos, o que corresponde a 1,5 ano de escolaridade extra. Além disso, tese de doutorado pela Universidade Harvard revelou que o efeito de ser premiado na competição beneficia não apenas o ganhador, mas também seus colegas de turma.
Segundo levantamento realizado pelo Ministério do Desenvolvimento Social (MDS), a abrangência da OBMEP tem ajudado a revelar talentos nas ciências exatas, inclusive, nas famílias mais pobres do país. Nas edições de 2011 a 2017, 999 estudantes beneficiários do Programa Bolsa Família conquistaram 1.288 medalhas na competição.
A premiação na OBMEP pode ser sinônimo de preparo para outros desafios acadêmicos. Segundo outro estudo, a nota média dos medalhistas da OBMEP na prova de Matemática do Enem supera 770, o que os põe entre os 5% melhores.